# Amsale Gualu
Amsale Gualu née le 30 novembre 1977 est une pilote éthiopienne. En 2010, elle devient la première femme capitaine de l'histoire de l'Éthiopie. Elle est également la première femme capitaine à piloter un Boeing 767, un Boeing 777 et un Boeing 787 en Éthiopie. De plus, la capitaine Amsale Gualu est la deuxième femme pilote africaine à commander un Boeing 787.

## Biographie

### Enfance et formations
Amsale Gualu est née en 1977 à Bahir Dar, la capitale de la région d'Amhara. Après avoir déménagé à Addis-Abeba, elle fréquente l'école primaire à l'école Assai et l'école secondaire au lycée Bole. Elle obtient un baccalauréat en architecture à l'Université d'Addis-Abeba,.

## Carrière
En 2010, Amsale Gualu devient la première femme capitaine éthiopienne pilotant un Bombardier DHC-8-402Q400 d'Ethiopian Airlines de Addis-Abeba à Gondar. Elle obtient son diplôme d'Ethiopian Airlines en 2002 en tant que sixième femme pilote et travaille pendant huit ans avant d'obtenir le titre de capitaine en 2010. En décembre 2017, Elle est la capitaine de l'équipage du premier vol international d'Ethiopian Airlines entièrement composé de femmes,,.